# Lo schiavo (opéra)
 (septembre 2023).
La mise en forme du texte ne suit pas les recommandations de Wikipédia : il faut le « wikifier ».
Les points d'amélioration suivants sont les cas les plus fréquents :
- Les titres sont pré-formatés par le logiciel. Ils ne sont ni en capitales, ni en gras.
- Le texte ne doit pas être écrit en capitales (les noms de famille non plus), ni en gras, ni en italique, ni en « petit »…
- Le gras n'est utilisé que pour surligner le titre de l'article dans l'introduction, une seule fois.
- L'italique est rarement utilisé : mots en langue étrangère, titres d'œuvres, noms de bateaux, etc.
- Les citations ne sont pas en italique mais en corps de texte normal. Elles sont entourées par des guillemets français : « et ».
- Les listes à puces sont à éviter, des paragraphes rédigés étant largement préférés. Les tableaux sont à réserver à la présentation de données structurées (résultats, etc.).
- Les appels de note de bas de page (petits chiffres en exposant, introduits par l'outil «  Source ») sont à placer entre la fin de phrase et le point final[comme ça].
- Les liens internes (vers d'autres articles de Wikipédia) sont à choisir avec parcimonie. Créez des liens vers des articles approfondissant le sujet. Les termes génériques sans rapport avec le sujet sont à éviter, ainsi que les répétitions de liens vers un même terme.
- Les liens externes sont à placer uniquement dans une section « Liens externes », à la fin de l'article. Ces liens sont à choisir avec parcimonie suivant les règles définies. Si un lien sert de source à l'article, son insertion dans le texte est à faire par les notes de bas de page.
- La présentation des références doit suivre les conventions bibliographiques. Il est recommandé d'utiliser les modèles {{Ouvrage}}, {{Chapitre}}, {{Article}}, {{Lien web}} et/ou {{Bibliographie}}. Le mode d'édition visuel peut mettre en forme automatiquement les références.
- Insérer une infobox (cadre d'informations à droite) n'est pas obligatoire pour parachever la mise en page.

Pour une aide détaillée, merci de consulter Aide:Wikification.
Si vous pensez que ces points ont été résolus, vous pouvez retirer ce bandeau et améliorer la mise en forme d'un autre article.
 (septembre 2023).
Si vous disposez d'ouvrages ou d'articles de référence ou si vous connaissez des sites web de qualité traitant du thème abordé ici, merci de compléter l'article en donnant les références utiles à sa vérifiabilité et en les liant à la section « Notes et références ».
Lo schiavo (en français : « L'esclave ») est un opéra (ou Dramma lirico) en quatre actes d'Antônio Carlos Gomes, sur un livret de Rodolfo Paravicini, d'après un projet d'Alfredo d'Escragnolle Taunay. La première représentation eut lieu le 27 septembre 1889 au Teatro Imperial Dom Pedro II à Rio de Janeiro.

## Résumé
L'esclave Ilàra et Americo, fils du comte Rodrigo, s'aiment. En l'absence d'Americo, le comte force Ilàra à épouser Iberè, un autre de ses esclaves. Ilàra continue de n'aimer qu'Americo qui, de son côté, a le sentiment d'avoir été trahi... 
- Acte I

La grande cour d'une ferme appartenant au comte Rodrigo, au bord du  Paraíba, en 1567.
Décor du premier acte conçu par Luigi Bartezago (1889) : A droite, la maison de l'intendant Gianfèra, champêtre et recouverte de paille. A côté, une étable. Sur la gauche, la chapelle, un bâtiment grossier au toit pointu. A côté de la chapelle, une grosse cloche suspendue à deux poutres de bois grossier. Sur une colline en arrière-plan, la maison de maître à un étage avec de nombreuses fenêtres et une seule porte sur le côté, également recouverte de paille. Cocotiers, bananiers et palmiers sont répartis de manière pittoresque sur la scène. En arrière-plan, des plantations de canne à sucre. Plus loin encore, les forêts primaires. Le paysage grandiose est couronné par de très hautes montagnes. Au centre, au deuxième plan, quelques charrettes à bœufs primitives chargées de canne à sucre. Au début, la scène est très animée. Quelques ouvriers et ouvrières grimpés sur des échelles décorent la chapelle avec des palmes et des guirlandes blanches et bleues. Lever de soleil.
Scène 1 : le surveillant Gianfèra pousse les ouvriers de la ferme et les esclaves indiens au travail avec son fouet : le comte Rodrigo veut marier de force ses nouveaux esclaves indiens à midi, et d'ici là, les préparatifs doivent être terminés (chœur : "Oggi Imene qui prepara").
Scène 2 : le comte fait pression sur Gianfèra pour qu'il termine la décoration de l'église.
Scène 3 : Gianfèra informe le comte du comportement de l'esclave Iberè, un ancien chef tamoyo rebelle. Le comte décide de marier ce dernier à l'esclave Ilàra, sur laquelle son fils Americo a jeté son dévolu depuis longtemps. Il veut à tout prix empêcher l'union d'Americo avec l'esclave indienne et envisage donc d'envoyer son fils au loin. Il veut remettre Iberè et Ilàra à son frère Fernando à Guanabara.
Scène 4 : Ilàra, harcelée par Gianfèra (Frase cantabile : "Segue e sorveglia i passi miei"), espère être sauvée par Americo.
Scène 5 : Le comte, sachant qu'une révolte est en cours dans l'État de Guanabara et, craignant que la même chose n'arrive à sa ferme, envoie chercher Iberè pour qu'il soit puni pour l'exemple. Ilàra s'enfuit, effrayée.
Scène 6 : Americo ordonne aux ouvriers de relâcher Iberè immédiatement. Il renvoie Gianfèra et assure Iberè qu'il est bien disposé à son égard. Iberè lui raconte son histoire (Iberè : "In aspra guerra per la mia terra"). Néanmoins, il n'a jamais perdu espoir et veut faire la guerre aux Portugais. Effrayé par ses propos, il demande cependant immédiatement pardon à Americo et se met à genoux devant lui (Quartett : "Baciar desìo la tua man"). Americo l'aide à se relever et lui tend amicalement la main. Ilàra et les autres esclaves et ouvriers sont impressionnés par le comportement d'Americo. Ilàra et deux autres esclaves s'agenouillent devant Americo. Celui-ci les aide également à se relever et leur promet son amitié. Lorsque Gianfèra revient pour remettre les esclaves au travail, Americo lui arrache son fouet et le menace. Il promet ensuite aux esclaves qu'ils seront bientôt libérés.
Scène 7 : le Comte réprime sa colère contre Americo et lui demande d'aller à Rio de Janeiro se battre contre les Guanabara révoltés (Duettino : "Di ribellione autore"). Americo ne veut cependant pas laisser Ilàra sans sa protection. Le Comte exige qu'Americo parte immédiatement.
Scène 8 : alors qu'Americo se met en route, il aperçoit quelque chose dans la forêt.
Scène 9 : Ilàra se précipite vers lui et le supplie de la protéger. Ils se souviennent de leur enfance commune et s'assurent mutuellement de leur amour (duo : "Conservi ognor fedele"). Ilàra craint un acte terrible de la part du comte. Americo jure qu'il l'épousera à son retour. Ils se font leurs adieux et Americo s'en va à cheval. Les esclaves lui font signe avec espoir.
Scène 10 : Soudain, Gianfèra apparaît avec deux fermiers. Ils s'emparent d'Ilàra et la traînent de force dans la chapelle. Un groupe de Capàngas fait de même avec Iberè. Les deux sont mariés de force. Gianfèra leur présente ses félicitations. Le comte vend Ilàra et Iberè au marché aux esclaves de Guanabara.
- Acte II

Une garnison française a été créée pour aider les indigènes à lutter contre les conquérants portugais.
Un pavillon octogonal très élégant dans les jardins de la comtesse de Boissy à Niterói (capitale de l'État de Rio de Janeiro).
Le pavillon est soutenu par de petites colonnes de bambou. Le toit, dont les poutres partent du centre comme des rayons, est recouvert de branches de palmier. Des vitres transparentes en paille locale entourent le pavillon et à travers celles-ci, on peut voir le magnifique jardin qui l'entoure. Par la vaste entrée, la mer est visible en arrière-plan. Partout, des fleurs, des orchidées et des plantes grimpantes sont suspendues dans d'élégantes corbeilles. À gauche se trouve un grand miroir qui descend jusqu'au sol. À droite, un hamac indigène est suspendu entre deux grands troncs de bambou. Un canapé. Quelques chaises.
Scène 1 : devant le miroir, la comtesse de Boissy finit de s'habiller (comtesse : "Piacer ! Ecco la cura"). Elle attend le Comte Americo, pour lequel elle veut se faire particulièrement belle. Jusqu'à présent, il s'est toutefois montré insensible à ses charmes.
Scène 2 : Americo entre. Il porte l'uniforme d'un officier de marine. Il déclare à la comtesse que s'il admire sa beauté et souhaite son amitié, il aime néanmoins déjà une autre femme (duo : "Conte, voi obliarmi sembrate"). La comtesse se retire.
Scène 3 : Americo pense à son amour pour Ilàra et se promet de tenir le temps de la séparation (romance : "All'istante partir di qui vorrei" - "Quando nascesti tu").
Scène 4 : la comtesse remercie le comte Rodrigo de sa venue. Elle laisse prudemment entendre que le mariage de son fils avec elle, qu'il espérait, ne se fera probablement pas. La conversation est interrompue par l'entrée de ses serviteurs qui ouvrent la fête dans le jardin. Le comte et la comtesse se retirent. Les rideaux s'ouvrent et laissent entrevoir la baie de Guanabara.
Scène 5 : les dames et les officiers français se réunissent pour une fête dans le jardin (ballet et chœur : "La vista è sorprendente").
Scène 6 : la comtesse arrive au jardin, suivie de son cortège. Le comte Rodrigo est également arrivé entre-temps. La comtesse fait savoir qu'elle souhaite la fin de l'esclavage (hymne à la liberté : "Grazie davver, signori" - "Un astro splendido"). Tout le monde applaudit.
Scène 7 : la comtesse accorde la liberté à ses propres esclaves, dont Ilàra et Iberè (Comtesse : "Quegl'infelici or dunque").
Scène 8 : Iberè, Ilàra et Americo arrivent à leur tour. Americo apprend avec consternation que sa bien-aimée a entre-temps épousé Iberè, et se sent trahi. Ilàra ne trouve pas l'occasion de lui expliquer ce qui s'est passé. Lorsqu'Americo tire son épée contre Iberè, son père intervient et chasse Ilàra. La comtesse est profondément déçue par Americo (Comte et chœur : "La fiamma cocente").
- Acte III

La grande forêt près des monts Jacarepaguá (aujourd'hui un quartier de la zone ouest de la ville de Rio de Janeiro). Au loin, un lac ; à proximité, une palmeraie dense avec la cabane d'Ilàra et Iberè ; au premier plan, à gauche et à droite, de gros troncs d'arbres par terre ; partout, des touffes de fleurs et d'herbe dispersées ici ou là.
Scène 1 : la joie d'Ilàra de retrouver sa liberté est assombrie par la pensée de son mariage avec Iberè et la perte d'Americo (Ilàra : "Alba dorata del natio mio suol" - "O ciel di Parahyba" - "La stella dell'amor").
Scène 2 : Iberè demande à Ilàra de le traiter avec moins de répugnance. Même si elle ne l'aime pas, il souhaite son amitié. Mais Ilàra le rejette violemment et insiste sur le fait qu'elle n'aime qu'Americo. Dans un bref moment de jalousie, Iberè tire son poignard contre elle. Son sens de l'honneur indien l'empêche cependant de commettre l'irréparable. Il la renvoie.
Scène 3 : Iberè accepte la situation et rejoint les forces anti-Portugaises (monologue : "Fragile cor di donna"). En revanche, il se sent redevable à son rival Americo. Perdu dans ses pensées, il s'installe sur un tronc d'arbre.
Scène 4 : le chef indien Goitacà informe Iberè d'une révolte imminente des indigènes et lui demande d'y participer. Les chefs Guarûco et Tupinambà ainsi que de nombreux autres guerriers les rejoignent. Tous sont prêts à se battre sous les ordres d'Iberè.
Scène 5 : effrayée par les cris de guerre sauvages des conspirateurs, Ilàra se retire. (Quintette : "Di quale frastuono la selva risuonò !"). Goitacà demande son avis à Americo (Goitacà : "Guerrier prode e fedele"), et celui-ci déclare la ferme de Rodrigo comme première cible d'attaque. Ilàra craint pour la vie d'Americo.
Scène 6 : Iberè guide les assaillants à travers la jungle jusqu'à la ferme (Iberè et chœur : "Pari alla tigre").
- Acte IV

Un plateau rocheux s'ouvrant sur la mer à Guanabàra.
Le plateau est protégé par une longue palissade de grands bambous aiguisés. Au fond, entre les rochers et la palissade, s'ouvre une grotte. A côté se trouve la tente d'Iberè, de forme conique et recouverte de feuilles de palmier. Le sol sur la droite est escarpé et parcouru de sentiers sinueux qui descendent à pic. Au loin, d'autres rochers le long de la côte, à perte de vue. Plusieurs grottes lugubres entre les arbustes et les gros rochers fissurés. Nuit profonde.
Scène 1 : le camp des insurgés est attaqué par les Portugais (chœur : "All'erta, all'erta").
Scène 2 : l'attaque a pu être repoussée, mais les indigènes doutent de plus en plus de la loyauté d'Iberè (chœur : "Uno scampo Iberè si prepara..."). Il ne parvient que difficilement à les apaiser.
Scène 3 : Iberè est tourmenté : pour un seul baiser ou un sourire d'Ilàra, il renoncerait à son pouvoir (récitatif "Sospettano di me" et aria "Sogni d'amore") et en même temps se sent toujours redevable envers son rival Americo. Au lever du soleil, tous se montrent confiants dans la victoire (chœur : "Ullàa ! All'erta !").
Scène 4 : un prélude orchestral ("Alba ") représente le lever du soleil, et on entend la vie qui s'éveille et, de temps en temps, des bruits de guerre provenant du camp des Tamoyo. Au loin, sur la mer, on aperçoit la flotte portugaise prête à se battre. Des trompettes retentissent depuis le navire amiral. Un coup de canon salue le nouveau jour. Les Tamoyo répondent par des cris de guerre.
Scène 5 : Ilàra, vêtue en guerrière et armée d'un arc et de flèches, admire la vue sur la mer en pensant à son amant (romance : "Oh come splendido e bello" - "Come serenamente").
Scène 6 : Iberè la rejoint, triste (Duettino - Ilàra, Iberè: "Ecco l'ombra mia funesta").
Scène 7 : Un groupe de Tamoyos a capturé Americo et le traîne vers Iberè (chœur : "Il temerario vien dal mar"). Iberè demande à ses hommes de le laisser seul un instant avec le prisonnier. Ils se retirent avec méfiance.
Scène 8 : Les deux hommes s'avouent qu'ils se sentent chacun privé de son bonheur par l'autre (duo Américo, Iberè : "Benché le insegne e l'armi").
Scène 9 : dans un accès de colère, Americo lève une main menaçante sur son rival (tercet : "Traditor ! La giusta vendetta"). Ilàra s'interpose entre les deux et clarifie la situation : ils sont tous victimes du mariage imposé par le père d'Americo. Impressionné par sa fidélité et son courage, Iberè renonce à Ilàra en faveur d'Americo ("È ver, l'amai nell'iride").
Scène 10 : lorsque les autres insurgés reviennent, Iberè laisse Americo et Ilàra s'échapper ("Olà ! Che tardi ?"). Il jette ses insignes de pouvoir et se donne la mort avant d'être jugé par ses compagnons en colère (detti e coro : "Addio, fedele martire".

## Extraits
Outre l'interlude orchestral Alvorada, la romance d'Américo de l'acte II, 'Quando nascesti tu', est célèbre, ayant été enregistrée par le ténor Enrico Caruso dès le 19 novembre 1911, par Beniamino Gigli en 1950 au Brésil et par Giacomo Lauri-Volpi le 4 décembre 1923 à New York.